# قیرگیاه پرینگل
قیرگیاه پرینگل (نام علمی: Flourensia pringlei) نام یک گونه از سرده قیرگیاه است.